# 18 Wheeler: American Pro Trucker
18 Wheeler: American Pro Trucker is een computerspel dat werd uitgegeven door Sega. Het spel kwam in 2000 uit als arcadespel en voor de Sega Dreamcast. Het spel is een racespel met een vrachtwagen. De speler kan bij aanvang van het spel een truck kiezen. Elke truck heeft unieke eigenschappen. De races verlopen van punt naar punt door het land. De bedoeling is zo snel als mogelijk het traject inclusief lading af te leggen. Het perspectief van het spel kan getoond worden in de eerst en de derde persoon. 
Sega gaf een vervolg uit van het spel onder de naam The King of Route 66. 

## Platforms
| Jaar | Platform               |
| ---- | ---------------------- |
| 2000 | Arcade, Sega Dreamcast |
| 2001 | PlayStation 2          |
| 2002 | GameCube               |

## Ontvangst
Het spel werd wisselend ontvangen:
| Beoordeeld door  | Platform  | Datum            | Score |
| ---------------- | --------- | ---------------- | ----- |
| Gamezilla        | Dreamcast | 20 juni 2001     | 80%   |
| SEGA-Portal.de   | Dreamcast | 13 april 2010    | 70%   |
| Super Play       | Dreamcast | juni 2001        | 70%   |
| GameSpy          | GameCube  | 2002             | 68%   |
| Mag'64           | GameCube  | 18 juni 2002     | 66%   |
| Planet Dreamcast | Dreamcast | 13 juni 2001     | 65%   |
| GameSpot         | Dreamcast | 25 juni 2001     | 65%   |
| GameSpot         | GameCube  | 21 februari 2002 | 46%   |
| Gaming Age       | GameCube  | 10 april 2002    | 42%   |
| All Game Guide   | GameCube  | 2002             | 40%   |